# Would You Like?
Albums de Cosmic Girls
The Secret
(2016)
Singles
1. MoMoMo
Sortie : 25 février 2016
2. Catch Me
Sortie : 9 mars 2016

Would You Like? est le premier mini-album du girl group sud-coréano-chinois Cosmic Girls. L'album est sorti le 25 février 2016 sous Starship Entertainment et distribué sous LOEN Entertainment. L'album contient six pistes incluant les principales "MoMoMo" et "Catch Me".

## Liste des pistes
| No | Titre                    | Auteur                                  | Producteur(s)                                           | Durée |
| -- | ------------------------ | --------------------------------------- | ------------------------------------------------------- | ----- |
| 1. | Space Cowgirl (Intro)    |                                         | Seo Youngbae                                            | 1:12  |
| 2. | Mo Mo Mo (모모모)        | Kim Ina, Exy                            | Kim Dohoon, Seo Yongbae                                 | 3:42  |
| 3. | Catch Me                 | Seo Ji-eum                              | Shockbit, Deekei, Bekuh Boom                            | 3:14  |
| 4. | Tick-Tock                | Seo Ji-eum                              | 2Face                                                   | 3:28  |
| 5. | Take My Breath           | Nam Gi-sang, Kwon Seon-ik, Park Gi-hyun | Nam Gi-sang, Kwon Seon-ik, Kim Jae-woong, Park Sung-jin | 3:44  |
| 6. | MoMoMo (Chinese Version) | Kim Ina, Exy                            | Kim Dohoon, Seo Yongbae                                 | 3:15  |

## Classement

### Classements hebdomadaires
| Classement (2016)                | Meilleure position |
| -------------------------------- | ------------------ |
| South Korea (Gaon Digital Chart) | 7                  |

### Classements mensuels
| Classement (2016)              | Meilleure position |
| ------------------------------ | ------------------ |
| South Korea (Gaon Album Chart) | 18                 |

## Historique de sortie
| Pays         | Date            | Format                       | Label                  |
| ------------ | --------------- | ---------------------------- | ---------------------- |
| Mondial      | 25 février 2016 | Téléchargement numérique     | Starship Entertainment |
| Corée du Sud | 25 février 2016 | CD, téléchargement numérique | Starship Entertainment |